# Хаутен, Корнелис Йоханнес ван
Корне́лис Йо́ханнес ван Ха́утен (нидерл. Cornelis Johannes van Houten, 1920 — 24 августа 2002) — голландский астроном, работал в Лейденском университете, занимался исследованием и поиском астероидов.

## Биография
Корнелис Йоханнес родился в Гааге — большую часть жизни, работал в Лейденском университете за исключением краткого периода (с 1954 по 1956 год) в качестве научного сотрудника Йеркской обсерватории. Он получил студенческую степень в 1940 году, но Вторая мировая война прервала его исследования, степень доктора философии он получил лишь в 1961. Женился на астрономе Ингрид Груневельд (англ. Ingrid Groeneveld, Ингрид ван Хаутен-Груневельд (нидерл. Ingrid van Houten-Groeneveld)), в дальнейшем они вместе стали исследовать астероиды. У них был сын, Карел (Karel).
Корнелис и Ингрид совместно с Томом Герельсом (англ. T. Gehrels) открыли несколько тысяч астероидов. Корнелис обнаружил, что астероиды группируются в определённые «семьи». Он также изучал радиальные скорости близких двойных звёзд. Он никогда не прекращал свои исследования, его новые работы и исследования публиковались до самой его смерти.